# Исхак Бусхаки, Мустафа
Мустафа Исхак Бусхаки (англ. Mustapha Ishak Boushaki; 7 февраля 1967, Тения, вилайет Бумердес, Алжир) — физик, специализирующийся на проблематике теоретической физики и расширения Вселенной. До 1987 года жил в Алжире, откуда эмигрировал в Канаду, а затем в 2003 году в США. Профессор в Техасском университете в Далласе.

## Образование
Мустафа Исхак-Бусхаки родился в Алжире, где он вырос и закончил предуниверситетское обучение в городе Буира. Он переехал в Монреаль в 1987 году. В 1994 году он получил степень бакалавра компьютерных наук в Университет Квебека в Монреале, а затем дополнительную степень бакалавра физики в Монреальском университете в 1998 году. Затем он поступил в Университет Куинс в Кингстоне, где в 2003 году защитил кандидатскую диссертацию по общей теории относительности (теория гравитации Эйнштейна) и теоретической космологии.
Его дипломная работа включала изучение неоднородных космологий, червоточин (кротовых нор или мостов_Эйнштейна-Розена) точных решений в общей теории относительности компактных объектов (таких как нейтронные звезды) и обратного подхода к уравнениям Эйнштейна.
После завершения учёбы в аспирантуре Исхак-Бусхаки начал работать научным сотрудником в Принстонский университет, а затем в 2005 году стал профессором Техасский университет в Далласе. Во время учёбы в Техасском университете в Далласе он сформировал активную группу космологов и астрофизиков, а в 2007 и 2018 годах был удостоен звания «Выдающийся учитель года».
Он является активным членом Научного сотрудничества темной энергии сотрудничества Наследного обзора пространства и времени, а также Спектроскопического инструмента темной энергии, оба посвящены ограничению свойств космического ускорения и темной энергии, а также тестированию. Природа гравитации в космических масштабах.

## Исследования и карьера
Работа Мустафы Исхак-Бусхаки включает исследования в области происхождения и причин космического ускорения и связанной с ним темной энергии, проверку общей теории относительности в космологических масштабах, применение гравитационного линзирования в космологии, внутреннее выравнивание галактик и неоднородные космологические модели.
В 2005 году Исхак-Бусхаки и его сотрудники предложили процедуру, позволяющую различать темную энергию и модификацию общей теории относительности в космологических масштабах как причину космического ускорения. Идея основывалась на том факте, что космическое ускорение влияет как на скорость расширения, так и на скорость роста крупномасштабных структур во Вселенной. Эти два эффекта должны согласовываться друг с другом, поскольку основаны на одной и той же базовой теории гравитации. Публикация была одной из первых, в которой темная энергия противопоставлялась модифицированной гравитации как причине космического ускорения и использовались несоответствия между космологическими параметрами для проверки теории гравитации в космологических масштабах.
Затем он и его сотрудники написали серию публикаций по проверке общей теории относительности в космологических масштабах, а его работа по этому вопросу была отмечена приглашением написать в 2018 году обзорную статью о текущем состоянии исследований в области проверки общей теории относительности в журнале Живые обзоры в теории относительности.
Исхак-Бусхаки и его сотрудники впервые обнаружили крупномасштабное внутреннее выравнивание галактик типа «внутренний сдвиг — гравитационный сдвиг», используя спектроскопическую выборку галактик из Sloan Digital Sky Survey.
Он и его сотрудники также впервые обнаружили эти внутренние выравнивания, используя метод самокалибровки в фотометрической выборке галактики в Kilo-Degree Survey. Исхак-Бусхаки и его коллега написали обзорную статью о внутреннем выравнивании галактик и его влиянии на слабое гравитационное линзирование. Исхак-Бусхаки и его соавтор предложили новую математическую меру несоответствия между наборами космологических данных, называемую Индексом несоответствия (IOI), а также новую байсовскую интерпретацию уровня значимости таких мер.

## Награды и почести

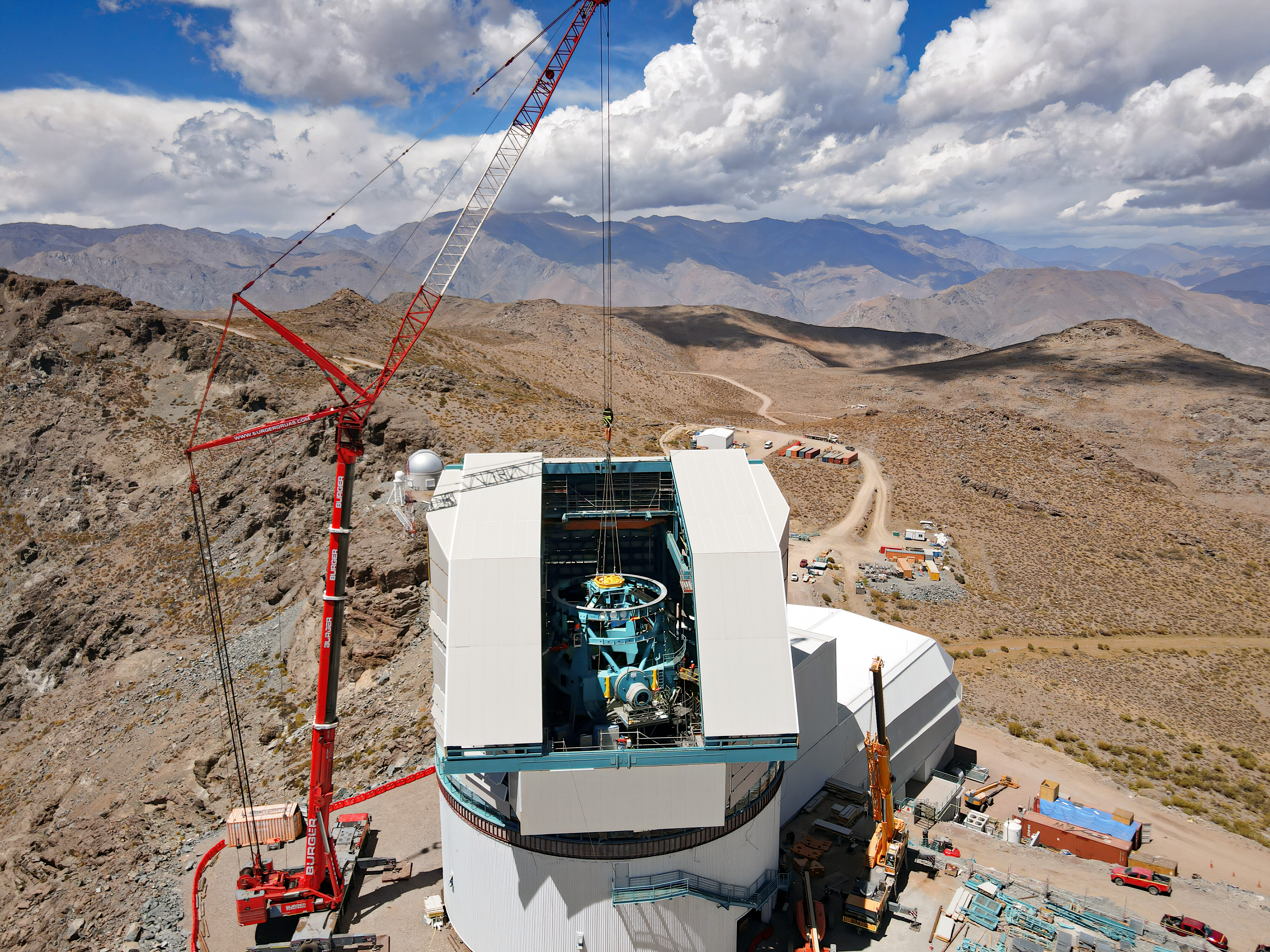
Обсерватория имени Веры Рубин

- 2022 г. — избран членом Американское физическое общество (APS).
- 2021 г. — избран членом Американская ассоциация содействия развитию науки (AAAS).
- 2021 г. — Премия Министерства энергетики за выдающиеся достижения за сотрудничество в области DESI (спектроскопический прибор темной энергии).
- 2021 г. — Президентская премия за выдающиеся достижения в области преподавания Техасский университет в Далласе.
- 2020 г. — Признание статуса строителя для Обсерватория имени Веры Рубин (LSST) — Dark Energy Science Collaboration (DESC) (26 признанных членов из более чем 1005 членов в июле 2020 г.).
- 2018 г. — Премия «Выдающийся учитель года» от Школы естественных наук и математики. Техасский университет в Далласе.
- 2013 г. — Премия Роберта С. Хайера за исследования Техасского отделения Американского физического общества.
- 2013 г. — Журнальная статья была отмечена в Physical Review Letters как предложение редактора и выбрана для синопсиса на веб-сайте Spotlighting Exceptional Research in Physics Американского физического общества. «Строгое ограничение роста крупномасштабной структуры на кажущееся ускорение в неоднородных космологических моделях», Мустафа Исхак, Остин Пил и М. А. Троксель. физ. преп. лат. 111, 251302 (2013).
- 2008 г. — Журнальная статья, выбранная главным редактором Герардусом т Хофтом (нобелевским лауреатом по физике 1999 г.) для публикации в основных материалах журнала Foundation of Physics Journal за 2008 г. Название статьи: Замечания к формулировке вопросов космологической постоянной/темной энергии. Мустафа Исхак. Foundation of Physics Journal, 37:1470-1498, 2007.
- 2007 г. — Премия «Выдающийся учитель года» от Школы естественных наук и математики. Техасский университет в Далласе. «Преподавательские награды | Естественные науки и математика».
- 2002 г. — Журнальная статья была признана редакционной коллегией журнала Classical and Quantum Gravity Journal одним из самых ярких событий 2002 г. Название статьи: Интерактивная геометрическая база данных, включая точные решения уравнений поля Эйнштейна, Мустафа Исхак и Кайл Лейк, Классическая и квантовая гравитация, 19, 505 (2002).